# Psychotria rudis
Psychotria rudis är en måreväxtart som beskrevs av Henry Nicholas Ridley. Psychotria rudis ingår i släktet Psychotria och familjen måreväxter. Inga underarter finns listade i Catalogue of Life.